# アリエテ級水雷艇
| アリエテ級水雷艇 | アリエテ級水雷艇                                                    |
| 艦級概観         | 艦級概観                                                            |
| ---------------- | ------------------------------------------------------------------- |
| 艦種             | 水雷艇                                                              |
| 艦名             | 星座名                                                              |
| 前級             | スピカ級水雷艇                                                      |
| 性能諸元         |                                                                     |
| 排水量           | ：745 トン（基準） ：890 トン（満載）                               |
| 全長             | 93.5 m                                                              |
| 全幅             | 8.62 m                                                              |
| 吃水             | 3.15 m                                                              |
| 機関             | 形式不明重油専焼水管缶2基 +パーソンズ式ギヤード・タービン2基2軸推進 |
| 最大出力         | 22,000 shp                                                          |
| 最大速力         | 31.5 ノット                                                         |
| 航続距離         | 16ノット/1,500 海里 30ノット/600 海里（重油：214トン）              |
| 乗員             | 150名                                                               |
| 兵装             | Models 1935 10cm(47口径)単装砲2基                                   |
| 兵装             | Models 1935 2cm(65口径)連装機関砲3基                                |
| 兵装             | 45cm水上3連装魚雷発射管2基                                          |
| 兵装             | 機雷か爆雷28個（投下軌条2条）                                       |

アリエテ級水雷艇 ( Ariete Class Torpedo Boats ) とは、第二次世界大戦中にイタリア王立海軍が建造した水雷艇。

## 概要
イタリア海軍が大戦中、輸送船団の護衛艦が相次いで撃沈され不足してきたことを受け、スピカ級水雷艇の改良型として計画した水雷艇。スピカ級に比べて10cm単装砲が1基減少し、代わりに魚雷は連装2基から3連装2基になるなど水上攻撃力の増加が図られた。一方で、削除された10cm単装砲は後甲板の物であり、空いたスペースを利用して対潜装備を増強している。また船体が大型化しており、機関は強化されたものの速力と航続力は低下することとなった。ただし、主な行動地域と考えられていた船団護衛の最長区間はタラントからトリポリ間の600海里程度であったため、さしたる問題とされなかったという。
本級は42隻の建造が計画されたが、当時のイタリアでの工業力及び造船力では短期間の間で多数の建造をこなすことは難しく、起工できたのは16隻だけであった。1943年9月10日のイタリア王国の対連合国無条件降伏によって建造が中止され、イタリア海軍に引き渡されたのは降伏の1か月前に竣工した1番艦の「アリエテ」のみで、10隻が進水済みという状態であった。さまざまな建造段階にあった残りの艦はすべてドイツ軍に接収され、ドイツ軍の手によって13隻が完成にこぎつけ、ドイツ海軍艦艇として作戦任務に就きすべて戦没した。
アリエテおよび就役に至らなかった2隻は戦後ユーゴスラビアに引き渡されたが、その3隻、ドゥミトール（旧アリエテ）、ヴェレビット（旧フィオンダ、TA46）、ユッカ（旧バレストラ、TA47）のうちヴェレビットの建造は放棄された。ドゥミトールは1963年に、ユッカは1971年にそれぞれ除籍された。

## 同型艦
- アラバルダ→TA42 - 1943年3月24日起工、1944年5月7日進水、1944年9月27日就役。
- アリエーテ - 1942年7月15日起工、1943年3月6日進水、1943年8月5日就役。
- アルテューロ→TA24 - 1942年7月15日起工、1943年3月27日進水、1943年10月4日就役。
- アウリガ→TA27 - 1942年7月15日起工、1943年4月15日進水、1943年12月28日就役。
- バレストラ→TA47 - 1942年9月5日起工、未成状態でユーゴスラビアへ、1949年にユッカとして竣工。
- ダーガ→TA39 - 1943年1月9日起工、1943年7月15日進水、1944年3月27日就役。
- ドラゴーネ→TA30 - 1942年7月15日起工、1943年8月14日進水、1944年5月15日就役。
- エリダーノ→TA29 - 1942年7月15日起工、1943年7月12日進水、1944年3月6日就役。
- フィオンダ→TA46 - 1942年8月26日起工、未就役。
- グラディオ→TA37 - 1943年1月9日起工、1943年6月15日進水、1944年1月8日就役。
- ランチア→TA41 - 1943年3月24日起工、1944年5月7日進水、1944年9月7日就役。
- プニャーレ→TA40 - 1943年1月9日起工、1943年8月1日進水、1944年10月17日就役。
- リゲル→TA28 - 1942年7月15日起工、1943年5月22日進水、1944年1月23日就役。
- スパーダ→TA38 - 1943年1月9日起工、1943年7月1日進水、1944年2月12日就役。
- スピカ→TA45 - 1942年1月14日起工、1943年進水、1944年9月8日就役。
- ステラ・ポラーレ→TA36 - 1942年4月1日起工、1943年7月11日進水、1944年1月15日就役。